# BG倶楽部YOU
BG倶楽部YOU は旧タカラから発売されていた、日本の着せ替え人形キャラクター。

## 概要
1987年、リカちゃんシリーズより高い年齢層をターゲットにして発売された。頭身が高く、より大人びた表情になっている。当時は現在のように10代後半以上の年齢層にまだ市場が確立していない時期で販売数を伸ばす事ができず、短期間で終了した。(商品自体は流通在庫が90年代頃まで残っていた)

## 商品
リカちゃんシリーズと比べて少し大きく、リアルな出来だった。着せ替えの服は短期間で終了したこともあり、多くは無かった。ストーリーに合わせてそれぞれの服装が用意されていた。